# Teufelskamp
Teufelskamp to szczyt w grupie Glocknergruppe, w Wysokich Taurach we Wschodnich Alpach. Leży na granicy dwóch austriackich krajów związkowych: Tyrolu (dokładnie Tyrol Wschodni) i Karyntii.
W pobliżu znajdują się między innymi Eiskögele oraz Grossglockner i Glocknerwand z lodowcem Pasterze, największym we Alpach Wschodnich.
Pierwszego wejścia, 27 sierpnia 1868 r., dokonali Johann Stüdl, Thomas Groder i Peter Groder.